# Romaña (guerrillero)
Henry Castellanos Garzón alias Romaña o Edinson Romaña (Chipaque, 20 de marzo de 1965 - Elorza, 5 de diciembre de 2021) fue un disidente guerrillero colombiano, perteneciente a la disidencia de las FARC-EP Segunda Marquetalia. Castellanos Garzón fue miembro del Estado Mayor Conjunto y comandante del Bloque Oriental de las FARC-EP y del Frente 53, Frente José A. Anzoátegui, que operaba en los departamentos de Meta y Cundinamarca.
El 29 de agosto de 2019 apareció en un vídeo, junto a alias Iván Márquez, Jesús Santrich y El Paisa, entre otros, anunciando el regreso a la lucha armada y denunciando el incumplimiento del acuerdo de paz por parte del gobierno colombiano, aunque se presume que las verdaderas razones de su rearme es por los vínculos que tiene con el narcotráfico después de la firma de los acuerdos de paz el 1 de diciembre de 2016.

## Biografía
Acerca de  su vida antes de su ingreso a la guerrilla se sabe muy poco. Una versión lo sitúa durante su juventud en Bogotá, donde en teoría terminó el bachillerato y se vinculó a las Juventudes Comunistas (JUCO). Otras fuentes aseguran, en cambio, que solo estudió hasta cuarto de primaria, se ganaba la vida como electricista y su verdadera y única escuela fueron las FARC-EP, a las que conoció desde pequeño y con las que se vinculó desde muy joven. En su libro Un día después de la guerra (2019) menciona que estudio solo 6 meses y el resto de tiempo estuvo en las montañas.

### Militancia en las FARC-EP
Castellanos ingresó a las FARC-EP a finales de la década de 1980, después de integrar en Bogotá las milicias urbanas. Hizo parte de una élite de guerrilleros formados por Pedro Antonio Marín, 'Tirofijo', para reemplazar a los miembros del secretariado.
En 1992 ‘Romaña’ fue trasladado al frente 53 de las FARC-EP, que se hizo notorio por las incursiones en la vía entre Bogotá y Villavicencio, donde comenzó a extorsionar y a boletear a las firmas de ingeniería encargadas de la construcción de la autopista entre las dos capitales. Sus acciones obligaron a la compañía brasileña Andrade y Gutiérrez a retirarse de la zona de trabajos. El Ejército Nacional en operación contra el frente 53 captura al segundo y el tercero al mando. ‘Romaña’ ascendió hasta la comandancia, a la que llegó nombrado por el secretariado en junio de 1994.
En 1998 se hizo famoso por una serie de secuestros masivos en la vía Bogotá-Villavicencio, conocidos después como 'pescas milagrosas'. Hace parte del Bloque Oriental de las FARC-EP que comandaba alias 'Mono Jojoy', a quien le manejaba su anillo de seguridad. También es conocido por la formación político-militar de menores de edad que voluntariamente militaban con esta organización.
Participó en la Toma de Mitú (Vaupés) 1 de noviembre de 1998, donde murieron 16 policías, hirieron a 38 y secuestraron a 50 uniformados. Fue coordinador de los frentes 17, 25, 31, 55 y compañía disponibles, cuya función era apoyar la llamada “retoma a Cundinamarca”. Entes del gobierno señalaron que Romaña tenía graves problemas de salud y debido a problemas en la columna, no podía caminar bien.
Para 2010, se decía que ‘Romaña’ también había sido abatido en la Operación Sodoma pero el guerrillero seguía vivo.
En octubre de 2014, alias Romaña fue a Cuba como parte del equipo negociador de las FARC-EP, involucrado en los acuerdos de paz con el gobierno colombiano.
Lidero un grupo de excombatientes en la vereda La Playa de Tumaco (Nariño), en 2017. En agosto de 2018, desapareció y no acudió a las citaciones de la Jurisdicción Especial para la paz (JEP).

### Disidencias de las FARC-EP
El 29 de agosto de 2019 apareció en un vídeo, junto a otros exjefes guerrilleros, anunciando el regreso a la lucha armada y denunciando el incumplimiento del acuerdo de paz. Uniéndose a la estructura de la Segunda Marquetalia liderada por 'Iván Márquez' y que estaría vinculada al narcotráfico y a los asesinatos de líderes sociales.

## Muerte
Según información de la prensa colombiana, afirmada por la inteligencia militar colombiana, alias Romaña habría caído en combate, junto a Hernán Darío Velásquez, alias El Paisa, en Elorza (Estado Apure) en Venezuela, en enfrentamientos contra disidencias al mando de alias Gentil Duarte, con quienes disputan los territorios fronterizos con Colombia para la producción y el transporte de cocaína y de contrabando.

## Acusaciones
Entre las más de 120 investigaciones en su contra se llevaban: 51 procesos por secuestro (entre los cuales se encuentran el secuestro del alcalde de Soacha, (Cundinamarca) y su hermano el 24 de octubre de 1996 y 6 de noviembre de 1997, el secuestro del periodista Guillermo la ‘Chiva’ Cortés y las múltiples pescas milagrosas), 37 por actos terroristas y 38 por rebelión, y una investigación por narcotráfico y vínculos con carteles mexicanos.
La Unidad Nacional de Derechos Humanos de la Fiscalía General de la Nación había dictado medida de aseguramiento en contra de Henry Castellanos Garzón y otros diez integrantes de las FARC-EP por el homicidio de 38 militares en área rural de Gutiérrez (Cundinamarca), el 8 de julio de 1999.
El Departamento de Estado de los Estados Unidos estuvo ofreciendo 2.5 millones de dólares por información que condujera a su captura, aunque el mismo Departamento de Estado, en su página de recompensas, aparece como si hubiera fallecido.

## Obras
- Un día después de la guerra (2019).[4][22]